# Nati il 1º gennaio/XIX secolo
| Questa pagina contiene informazioni ricavate automaticamente dalle voci biografiche con l'ausilio del template Bio e di un bot. L'aggiornamento è periodico e automatico e ricostruisce completamente la pagina. Se manca una persona in questa lista, sei pregato di non aggiungerla, ma accertati piuttosto che la sua voce biografica contenga il template Bio e che i dati anagrafici siano correttamente compilati. Se il template Bio manca, inseriscilo tu stesso o, in alternativa, metti l'avviso {{tmp\|Bio}} che ne segnala la mancanza. Se i dati riportati sono sbagliati, correggi direttamente la voce biografica; le modifiche saranno visibili in questa lista entro pochi giorni. Per chiarimenti vedi il progetto biografie. La lista contiene solo le 345 persone che sono citate nell'enciclopedia e per le quali è stato implementato correttamente il template Bio. Pagina aggiornata al 12 set 2024. |

## Anni 1-10(16)
- 1802 - Francesco Longo, patriota e politico italiano († 1869)
- 1802 - Salvatore Riva, politico italiano († 1875)
- 1803 - Francesco Calcagno, magistrato e politico italiano († 1880)
- 1803 - Rudolf Keyser, storico e archeologo norvegese († 1864)
- 1803 - Guglielmo Libri Carucci dalla Sommaja, matematico italiano († 1869)
- 1803 - Manuel Felipe Tovar, politico venezuelano († 1866)
- 1804 - James Fannin, politico e militare statunitense († 1836)
- 1806 - Lionel Kieseritzky, scacchista estone († 1853)
- 1806 - Antonio Lanzirotti, politico italiano († 1888)
- 1806 - Salvatore Magnasco, arcivescovo cattolico italiano († 1892)
- 1809 - Alessandro Castelli, pittore e incisore italiano († 1902)
- 1809 - Giacomo Deliperi, politico e militare italiano
- 1809 - Micaela Desmaisières y López Dicastillo y Olmeda, religiosa spagnola († 1865)
- 1809 - Achille Guénée, entomologo francese († 1880)
- 1810 - Constant Cornelis Huijsmans, pittore olandese († 1886)
- 1810 - Eugène-André Oudiné, scultore e medaglista francese († 1877)

## Anni 11-20(10)
- 1811 - Giambattista Pertile, giurista e teologo italiano († 1884)
- 1812 - Silvestro Petrini, patriota e imprenditore italiano († 1912)
- 1814 - Hong Xiuquan, profeta e rivoluzionario cinese († 1864)
- 1815 - Henry Lazarus, clarinettista britannico († 1895)
- 1815 - Charles Renouvier, filosofo francese († 1903)
- 1817 - Antonio Guadagnini, pittore italiano († 1900)
- 1817 - Heinrich Voelter, inventore tedesco († 1887)
- 1818 - José Amador de los Ríos, drammaturgo spagnolo († 1878)
- 1819 - Arthur Hugh Clough, poeta inglese († 1861)
- 1819 - Charles Jalabert, pittore francese († 1901)

## Anni 21-30(17)
- 1821 - Pietro Fumel, militare italiano († 1886)
- 1821 - Amedeo Peyron, architetto e ingegnere italiano († 1903)
- 1822 - Cesare Rasponi Bonanzi, politico italiano († 1886)
- 1823 - Manuel Baquedano, generale e politico cileno († 1897)
- 1823 - Enrico Molaschi, musicista e cantante italiano († 1911)
- 1823 - Sándor Petőfi, poeta e patriota ungherese († 1849)
- 1826 - John Aloysius Blake, politico irlandese († 1887)
- 1826 - Giacomo Bracci, patriota e politico italiano († 1906)
- 1826 - Cesare Cutolo, compositore australiano († 1867)
- 1826 - Michele Martino Fardella, patriota e politico italiano († 1876)
- 1826 - Giuseppe Greppi, imprenditore e filantropo italiano († 1913)
- 1826 - Michail Tarielovič Loris-Melikov, politico e generale russo († 1888)
- 1828 - François Marie Leroy, presbitero francese († 1905)
- 1829 - Tommaso Salvini, attore teatrale e patriota italiano († 1915)
- 1830 - Vasile Boerescu, politico, giornalista e avvocato rumeno († 1883)
- 1830 - Janko Čajak, poeta e pastore protestante slovacco († 1867)
- 1830 - Attilio Portioli, letterato e numismatico italiano († 1891)

## Anni 31-40(15)
- 1831 - Joseph Gobanz, zoologo, geologo e geografo austriaco († 1899)
- 1831 - Thomas Wilkinson, militare britannico († 1887)
- 1831 - Eduard Wölfflin, filologo classico e latinista svizzero († 1908)
- 1832 - Luigia Mussini Piaggio, pittrice italiana († 1865)
- 1834 - Ludovic Halévy, librettista e commediografo francese († 1908)
- 1834 - Salomon Stricker, patologo austriaco († 1898)
- 1836 - Francis Lewis Cardozo, politico e religioso statunitense († 1903)
- 1836 - Raffaele Pierotti, cardinale italiano († 1905)
- 1837 - Enrico Nencioni, poeta, critico letterario e traduttore italiano († 1896)
- 1837 - Fabrizio Plutino, prefetto, patriota e politico italiano († 1925)
- 1838 - Jean-Natalis-François Gonindard, arcivescovo cattolico francese († 1893)
- 1839 - Ouida, scrittrice britannica († 1908)
- 1839 - Ernst Schmit von Tavera, diplomatico e nobile austriaco († 1904)
- 1840 - Chiaffredo Bergia, carabiniere italiano († 1892)
- 1840 - Maria Antonietta Torriani, scrittrice italiana († 1920)

## Anni 41-50(24)
- 1841 - Jovan Avakumović, politico serbo († 1928)
- 1841 - Gustave Tridon, politico e scrittore francese († 1871)
- 1842 - Luigi Bellincioni, architetto italiano († 1929)
- 1842 - Richard Henn Collins, avvocato irlandese († 1911)
- 1843 - Giovanni Battista Valle, compositore di scacchi e pittore italiano († 1905)
- 1844 - Thomas Agar-Robartes, VI visconte Clifden, politico irlandese († 1930)
- 1844 - Giuseppe Morgera, presbitero, scrittore e predicatore italiano († 1898)
- 1846 - Domenico Bonamico, ufficiale e ingegnere italiano († 1925)
- 1846 - Giuseppe Bottero, pittore, ingegnere e militare italiano († 1930)
- 1846 - Léon Denis, filosofo e parapsicologo francese († 1927)
- 1846 - Willie Edouin, attore, cantante e regista teatrale inglese († 1908)
- 1846 - Daniele Marignoni, esperantista italiano († 1910)
- 1847 - Amalia Fossa, soprano italiano († 1911)
- 1847 - Margherita di Borbone-Parma, nobile italiana († 1893)
- 1848 - Vladimiro, religioso e santo russo († 1918)
- 1848 - Clara T. Bracy, attrice britannica († 1941)
- 1849 - Giovanni Battista Dessiglioli, organaro italiano († 1909)
- 1849 - Benjamin Holt, inventore statunitense († 1920)
- 1849 - Teresa Manganiello, religiosa italiana († 1876)
- 1849 - Vsevolod Solovëv, romanziere russo († 1903)
- 1850 - Emil Bahrfeldt, numismatico tedesco († 1929)
- 1850 - Charles Chenery, calciatore inglese († 1928)
- 1850 - Cornelius Gurlitt, architetto tedesco († 1938)
- 1850 - Ernesto Maldarelli, intagliatore, ebanista e scultore italiano († 1930)

## Anni 51-60(22)
- 1851 - Auguste Donny, velista francese († 1916)
- 1851 - Cesare Zocchi, scultore e medaglista italiano († 1922)
- 1852 - Corrado Corradino, poeta, critico letterario e storico italiano († 1923)
- 1852 - Eugène-Anatole Demarçay, chimico francese († 1904)
- 1853 - Angelo Berenzi, presbitero e scrittore italiano († 1925)
- 1853 - Karl von Einem, generale tedesco († 1934)
- 1853 - Giuseppina Gargano, cantante italiana († 1939)
- 1853 - Hans von Koessler, compositore e direttore d'orchestra tedesco († 1926)
- 1853 - Cesare Pozzo, sindacalista italiano († 1898)
- 1853 - Frank Bigelow Tarbell, grecista, archeologo e docente statunitense († 1920)
- 1854 - James George Frazer, antropologo e storico delle religioni scozzese († 1941)
- 1854 - Attilio Odero, imprenditore italiano († 1945)
- 1855 - Angelo Roth, medico e politico italiano († 1919)
- 1855 - René Wiener, artista francese († 1939)
- 1856 - Odoardo Jalla, editore e religioso italiano († 1932)
- 1857 - Tim Keefe, giocatore di baseball statunitense († 1933)
- 1857 - Costantino Lazzari, politico italiano († 1927)
- 1857 - Luigi Morgari, pittore italiano († 1935)
- 1858 - Vittorio Giaccone, avvocato e politico italiano († 1933)
- 1859 - Thibaw Min, re birmano († 1916)
- 1860 - Michele Lega, cardinale e vescovo cattolico italiano († 1935)
- 1860 - Alice Simpson Pickering, tennista britannica († 1939)

## Anni 61-70(36)
- 1861 - Nizam ul-Mulk, principe indiano († 1895)
- 1861 - Saovabha Bongsri, regina thailandese († 1919)
- 1861 - William Morris, attore statunitense († 1936)
- 1862 - Heinrich Braun, chirurgo tedesco († 1934)
- 1862 - Vasilij Ivanovič Denisov, pittore polacco († 1922)
- 1862 - Baccio Malatesta, scrittore e pubblicista italiano
- 1862 - Italo Pozzato, politico italiano († 1949)
- 1862 - Joe Warbrick, rugbista a 15 neozelandese († 1903)
- 1863 - Rūdolfs Blaumanis, scrittore, giornalista e drammaturgo lettone († 1908)
- 1863 - Heinrich Clam-Martinic, politico austro-ungarico († 1932)
- 1863 - Pierre de Coubertin, dirigente sportivo, pedagogo e storico francese († 1937)
- 1863 - Italia Donati, insegnante italiana († 1886)
- 1863 - Iōannīs Fragkoudīs, tiratore a segno greco († 1916)
- 1863 - Aleko Konstantinov, scrittore bulgaro († 1897)
- 1863 - Carlo Tiochet, paroliere e scrittore italiano († 1912)
- 1864 - Ambrogio Belloni, politico italiano († 1950)
- 1864 - George Washington Carver, agronomo statunitense († 1943)
- 1864 - Qi Baishi, pittore cinese († 1957)
- 1864 - Alfred Stieglitz, fotografo e gallerista statunitense († 1946)
- 1864 - Carlo Turano, avvocato e politico italiano († 1926)
- 1865 - Antanas Ričardas Druvė, militare lituano († 1919)
- 1865 - İsmail Hakkı Bey, musicista e compositore turco († 1927)
- 1865 - Andrea Matarazzo, dirigente d'azienda e politico italiano († 1953)
- 1865 - Carlo Lwanga, santo ugandese († 1886)
- 1866 - Wilfred Buckland, scenografo statunitense († 1946)
- 1866 - František Udržal, politico cecoslovacco († 1938)
- 1867 - Lew Fields, attore statunitense († 1941)
- 1867 - Jeanne Filleaul-Brohy, giocatrice di croquet francese († 1937)
- 1867 - Jeanne Lanvin, stilista francese († 1946)
- 1868 - Snitz Edwards, attore ungherese († 1937)
- 1869 - Louis de La Vallée-Poussin, storico delle religioni e orientalista belga († 1938)
- 1869 - Filippo Meda, politico, giornalista e banchiere italiano († 1939)
- 1869 - Aldo Netti, ingegnere e politico italiano († 1925)
- 1870 - Nilo Borgia, monaco cristiano italiano († 1942)
- 1870 - Louis Vauxcelles, critico d'arte francese († 1943)
- 1870 - Charlie Watts, calciatore inglese († 1924)

## Anni 71-80(48)
- 1871 - Emilio Bossi, giornalista, avvocato e politico svizzero († 1920)
- 1871 - Charles Dalmorès, tenore francese († 1939)
- 1871 - Manuel Gondra, diplomatico e politico paraguaiano († 1927)
- 1871 - Young Griffo, pugile australiano († 1927)
- 1871 - Gustav Hügel, pattinatore artistico su ghiaccio austriaco († 1953)
- 1872 - Miguel Cabanellas Ferrer, generale e politico spagnolo († 1938)
- 1872 - Augusto Castrucci, sindacalista italiano († 1952)
- 1872 - Gemma Cuniberti, attrice teatrale e commediografa italiana († 1940)
- 1872 - James Young, regista, attore e sceneggiatore statunitense († 1948)
- 1873 - Mariano Azuela, medico e scrittore messicano († 1952)
- 1873 - Frank Hall Crane, attore, regista e sceneggiatore statunitense († 1948)
- 1873 - Gustavo Giovannoni, architetto e ingegnere italiano († 1947)
- 1874 - Alfonso Bartoli, archeologo e politico italiano († 1957)
- 1874 - Mary H. J. Henderson, militare scozzese († 1938)
- 1874 - Frank Knox, politico statunitense († 1944)
- 1874 - Hugo Leichtentritt, filosofo, scrittore e compositore polacco († 1951)
- 1874 - Charles Rist, economista francese († 1955)
- 1875 - Vito Bonventre, mafioso italiano († 1930)
- 1875 - Vasilij Akimovič Charlamov, politico russo († 1957)
- 1875 - Emil Grubbe, medico statunitense († 1960)
- 1875 - René de Marmande, giornalista e anarchico francese († 1949)
- 1876 - Sonia Abeloos, pittrice belga († 1969)
- 1876 - Archimede Bellatalla, poeta italiano († 1935)
- 1876 - A.E. Coleby, regista, sceneggiatore e attore inglese († 1930)
- 1876 - Rosario Cutrufelli, ingegnere e politico italiano († 1949)
- 1876 - Vasilij Nikolaevič Kajurov, rivoluzionario russo († 1936)
- 1876 - Giovanni Attilio Pozzo, imprenditore e politico italiano († 1965)
- 1876 - Cesare Zoppetti, attore italiano († 1940)
- 1877 - Amir ul-Mulk, principe indiano († 1923)
- 1877 - Pejo Javorov, poeta bulgaro († 1914)
- 1877 - Francesco Vatielli, compositore e musicologo italiano († 1946)
- 1878 - Marco Ciriani, politico e avvocato italiano († 1944)
- 1878 - Agner Krarup Erlang, matematico e statistico danese († 1929)
- 1878 - Olga Máté, fotografa ungherese († 1961)
- 1879 - Edward Dillon, attore, regista e sceneggiatore statunitense († 1933)
- 1879 - E. M. Forster, scrittore britannico († 1970)
- 1879 - William Fox, produttore cinematografico ungherese († 1952)
- 1879 - Ernest Jones, neurologo e psicoanalista britannico († 1958)
- 1879 - Petar Živković, politico e generale jugoslavo († 1947)
- 1880 - Mostafa Saadeq Al-Rafe'ie, poeta egiziano († 1937)
- 1880 - Bertram Bracken, regista, sceneggiatore e attore statunitense († 1952)
- 1880 - Catherine Carr, sceneggiatrice statunitense († 1941)
- 1880 - Albert Johnson, martellista e pesista statunitense († 1963)
- 1880 - Elmer McCurdy, criminale statunitense († 1911)
- 1880 - Umberto Meazza, calciatore, allenatore di calcio e arbitro di calcio italiano († 1926)
- 1880 - Ludwig Opel, imprenditore e giurista tedesco († 1916)
- 1880 - Hajime Sugiyama, generale giapponese († 1945)
- 1880 - Ernest Townsend, artista inglese († 1944)